# Vladislav Valíyev
Vladislav Valíyev –en ruso, Владислав Валиев– (25 de abril de 1993) es un deportista ruso que compite en lucha libre.
Ganó una medalla de bronce en el Campeonato Mundial de Lucha de 2017 y una medalla de oro en el Campeonato Europeo de Lucha de 2019, ambas en la categoría de 86 kg.

## Palmarés internacional
| Campeonato Mundial | Campeonato Mundial | Campeonato Mundial | Campeonato Mundial |
| Año                | Lugar              | Medalla            | Categoría          |
| ------------------ | ------------------ | ------------------ | ------------------ |
| 2017               | París (Francia)    | Medalla de bronce  | 86 kg              |
| Campeonato Europeo |                    |                    |                    |
| Año                | Lugar              | Medalla            | Categoría          |
| 2019               | Bucarest (Rumania) | Medalla de oro     | 86 kg              |